# Сердитова, Васса Фёдоровна
Васса Фёдоровна Сердитова (1905 — 1980) — советский хозяйственный, государственный и политический деятель.

## Биография
Родилась в 1905 году в деревне Кайдалово Ношульской волости в крестьянской семье. Член ВКП(б).
С 1920 года — на хозяйственной, общественной и политической работе. В 1920—1960 гг. — на лесозаготовках в Ношульском лесном транспортном хозяйстве, передовик производства (перевыполняла норму на 200—250 %, свыше 5,5 тыс. м³ высококачественной древесины), бригадир женской бригады лесорубов Ношульского лесопункта, инициатор стахановского движения тысячниц в лесной промышленности Коми АССР, обладательница почётного звания «Лучший лесоруб Коми АССР» (1945), лесоруб в Ношульском леспромхозе.
Избиралась депутатом Совета Национальностей Верховного Совета СССР 2-го созыва от Прилузского избирательного округа № 481 Коми АССР.
Умерла в 1980 году в селе Ношуль Прилузского района.